# オープンソースソフトウェア協会
オープンソースソフトウェア協会（略称：OSSAJ）は、オープンソースのソフトウェア利用情報を会員間で共有することを意図して、2003年に発足した利用者コミュニティである。

## 概要
オープンソースソフトウェアに関する情報の収集・提供、利用、技術者の育成、オープンソースコミュニティの支援等に関する活動を行い、「オープンソースソフトウェアをシステム構築に利用」するための知識、技術などを蓄積し、オープンソースソフトウェアの活用の促進に寄与することを目的に、オープンソースの社会教育／情報化社会／科学技術の振興／経済活動の活性化／職業能力・雇用機会／連絡・助言・援助をしている。 
具体的には、日本各地で定期的に開催されるオープンソースカンファレンスに出展または講演し、オープンソースの普及に努めている。

### 日本IT書紀
IT記者会代表理事の佃均氏が執筆し、2004年から2005年にかけて刊行された「日本IT書記」がOSSAJからPDF版をクリエイティブ・コモンズ・ライセンス（CC-BY-NC-ND）の元で公開している。同書は、1980年までの100年弱にわたる電子／ITの視点からの近現代史を、多くの関係者へのインタビューや資料の抜き書きを通じて描いたIT業界の歴史を扱ったものである。